# Neoceratopsia
Los neoceratopsios (Neoceratopsia) son un clado de dinosaurios marginocéfalos ceratopsianos, que vivieron desde el Cretácico inferior hasta el Cretácico superior (hace aproximadamente 140 y 65 millones de años, desde el Valanginiense hasta el Maastrichtiense), en lo que hoy es Norteamérica y Asia.

## Descripción
Los neoceratopsianos son los ceratopsianos más avanzados. Incluían formas bípedas y cuadrúpedas con un aumente progresivo de tamaño del cuerpo y de la cabeza. Lo que los diferenciaba era la fusión de las tres primeras vértebras cervicales en una unidad sólida. Esto probablemente fue para sostener un cráneo cada vez mayor. La articulación de tipo condilar de la nuca permitía una gran variedad de movimientos.

## Sistemática
Neoceratopsia es el clado menos inclusivo que contiene al Triceratops horridus (Marsh, 1889), pero no al  Psittacosaurus mongolensis (Osborn, 1923).

### Taxonomía
- Clado Neoceratopsia
  - Yamaceratops
  - Auroraceratops
  - Aquilops
  - Familia Archaeoceratopsidae
    - Archaeoceratops
    - Liaoceratops

  - Clado Coronosauria
    - Familia Leptoceratopsidae
      - Bainoceratops
      - Cerasinops
      - Leptoceratops
      - Montanoceratops
      - Prenoceratops
      - Udanoceratops

    - Familia Protoceratopsidae
      - Graciliceratops
      - Protoceratops
      - Serendipaceratops

    - Familia Bagaceratopsidae
      - Bagaceratops
      - Breviceratops
      - Gobiceratops
      - Lamaceratops
      - Magnirostris
      - Platyceratops
      - Superfamilia Ceratopsoidea
        - Zuniceratops
        - Familia Ceratopsidae

### Filogenia
Cladograma según Butler y colaboradores de 2011:
|  | Stenopelix |
|  |            |
|  | Yinlong    |
|  |            |

|  | Archaeoceratops                                                    |
|  |                                                                    |
|  | \| \| Leptoceratopsidae \| \| \| \| \| \| Coronosauria \| \| \| \| |
|  |                                                                    |
|  | Leptoceratopsidae                                                  |
|  |                                                                    |
|  | Coronosauria                                                       |
|  |                                                                    |

|  | Leptoceratopsidae |
|  |                   |
|  | Coronosauria      |
|  |                   |

|  | Archaeoceratops                                                    |
|  |                                                                    |
|  | \| \| Leptoceratopsidae \| \| \| \| \| \| Coronosauria \| \| \| \| |
|  |                                                                    |
|  | Leptoceratopsidae                                                  |
|  |                                                                    |
|  | Coronosauria                                                       |
|  |                                                                    |

|  | Leptoceratopsidae |
|  |                   |
|  | Coronosauria      |
|  |                   |

|  | Archaeoceratops                                                    |
|  |                                                                    |
|  | \| \| Leptoceratopsidae \| \| \| \| \| \| Coronosauria \| \| \| \| |
|  |                                                                    |
|  | Leptoceratopsidae                                                  |
|  |                                                                    |
|  | Coronosauria                                                       |
|  |                                                                    |

|  | Leptoceratopsidae |
|  |                   |
|  | Coronosauria      |
|  |                   |

|  | Archaeoceratops                                                    |
|  |                                                                    |
|  | \| \| Leptoceratopsidae \| \| \| \| \| \| Coronosauria \| \| \| \| |
|  |                                                                    |
|  | Leptoceratopsidae                                                  |
|  |                                                                    |
|  | Coronosauria                                                       |
|  |                                                                    |

|  | Leptoceratopsidae |
|  |                   |
|  | Coronosauria      |
|  |                   |

|  | Stenopelix |
|  |            |
|  | Yinlong    |
|  |            |

|  | Archaeoceratops                                                    |
|  |                                                                    |
|  | \| \| Leptoceratopsidae \| \| \| \| \| \| Coronosauria \| \| \| \| |
|  |                                                                    |
|  | Leptoceratopsidae                                                  |
|  |                                                                    |
|  | Coronosauria                                                       |
|  |                                                                    |

|  | Leptoceratopsidae |
|  |                   |
|  | Coronosauria      |
|  |                   |

|  | Archaeoceratops                                                    |
|  |                                                                    |
|  | \| \| Leptoceratopsidae \| \| \| \| \| \| Coronosauria \| \| \| \| |
|  |                                                                    |
|  | Leptoceratopsidae                                                  |
|  |                                                                    |
|  | Coronosauria                                                       |
|  |                                                                    |

|  | Leptoceratopsidae |
|  |                   |
|  | Coronosauria      |
|  |                   |

|  | Archaeoceratops                                                    |
|  |                                                                    |
|  | \| \| Leptoceratopsidae \| \| \| \| \| \| Coronosauria \| \| \| \| |
|  |                                                                    |
|  | Leptoceratopsidae                                                  |
|  |                                                                    |
|  | Coronosauria                                                       |
|  |                                                                    |

|  | Leptoceratopsidae |
|  |                   |
|  | Coronosauria      |
|  |                   |

|  | Archaeoceratops                                                    |
|  |                                                                    |
|  | \| \| Leptoceratopsidae \| \| \| \| \| \| Coronosauria \| \| \| \| |
|  |                                                                    |
|  | Leptoceratopsidae                                                  |
|  |                                                                    |
|  | Coronosauria                                                       |
|  |                                                                    |

|  | Leptoceratopsidae |
|  |                   |
|  | Coronosauria      |
|  |                   |